# Conselho para Faculdades e Universidades Cristãs
O Conselho para Faculdades e Universidades Cristãs (em inglês:   Council for Christian Colleges and Universities) ou CCCU é uma organização cristã evangélica internacional que reúne faculdades e universidades. Sua sede é em Washington, D.C., Estados Unidos.

## História
A organização foi fundada em 1976 pelo Christian College Consortium, uma organização universitária cristã evangélica americana, sob o nome de Coalition for Christian Colleges.  Em 1999, tinha 94 escolas membros e mudou seu nome para Conselho para Faculdades e Universidades Cristãs.  Em 2023, CCCU tinha 185 membros em 21 países. 

## Programas
A organização está envolvida em várias campanhas de defesa de liberdade religiosa, imigração, educação nas prisões e ajuda financeira para estudantes de baixa renda. 

## Afiliações
A organização é membro do Conselho Evangélico de Responsabilidade Financeira. 

## Controvérsias
Em 2015, 5 universidades deixaram o conselho após a decisão de duas escolas de permitir a contratação de funcionários gays.  Essas duas últimas também deixou o conselho por causa da polêmica. A organização respondeu adotando uma política de associação que contém uma cláusula afirmando sua crença no casamento entre um homem e uma mulher. 